# Sacate todo
Sacate Todo es el primer álbum del grupo argentino Villanos lanzado a principios de 1999. El álbum fue grabado en los estudios Del Abasto al Pasto, y producido por Pablo Guyot (ex Git y Charly García y productor de Bersuit Vergarabat y La Zimbabwe, entre otros). Lanzado en forma independiente con distribución del sello Universal Music, obtuvo gran repercusión en los medios con los temas ”Sale caro” (en el video participó Tuqui, conductor de varios programas de la FM Rock & Pop); “No tires arroz” (con Mario Sapag imitando a Roberto Galán en el video), “Sauna” y “Sacate todo!”.

## Lista de canciones
| N.º | Título             | Escritor(es)                   | Duración |  |
| 1.  | «Sale Caro»        | Niko Villano                   | 4:09     |  |
| 2.  | «Sacate Todo!»     | Niko Villano                   | 2:56     |  |
| 3.  | «No Tires Arroz»   | Niko Villano                   | 2:55     |  |
| 4.  | «Alma en Llamas»   | Niko Villano                   | 4:19     |  |
| 5.  | «Línea»            | Niko Villano                   | 3:37     |  |
| 6.  | «Sauna»            | Niko Villano Gustavo A. Varela | 3:43     |  |
| 7.  | «Johnny Botón»     | Niko Villano                   | 2:49     |  |
| 8.  | «Claudia Trampa»   | Niko Villano                   | 2:44     |  |
| 9.  | «Mi Pobre Corazón» | Niko Villano                   | 3:47     |  |
| 10. | «Rocanrol kabeza»  | Niko Villano                   | 3:40     |  |
| 11. | «Villanos»         | Niko Villano Riki Villano      | 4:05     |  |

## Cortes de difusión
- Sale Caro (1999)
- No Tires Arroz (1999)
- Sauna (1999)
- Sacate Todo (1999)

## Videos
- Sale Caro (1999)
- No Tires Arroz (1999)